# Lertha ressli
Lertha ressli is een insect uit de familie van de Nemopteridae, die tot de orde netvleugeligen (Neuroptera) behoort. 
Lertha ressli is voor het eerst wetenschappelijk beschreven door H. Aspöck et al. in 1984.